# I Юпитеров легион
I Юпитеров легион (лат. Legio I Iovia) — один из легионов поздней Римской империи.
Легион был основан в эпоху правления императора Диоклетиана, который дал ему свое прозвище Iovius. Подразделение было размещено в провинции Нижняя Мёзия (в дальнейшем его лагерь оказался на территории выделенной из Нижней Мёзии провинции Скифия) близ устья Дуная. В 296—298 годах вексилляция легиона принимала участие в персидском походе Галерия. По всей видимости, из его состава в начале IV века было выделено элитное подразделение Иовиев. После смерти Диоклетиана легион в течение некоторого времени размещался в крепости Диногетия (в 8 километрах к востоку от современного румынского города Галац), что засвидетельствовано клеймами на кирпичах местного храма.
Согласно Notitia Dignitatum, в начале V века I Юпитеров легион находился в ведении дукса Скифии. Части легиона со своими префектами дислоцировались в Новиодуне-на-Истре, Эгиссосе и Капидаве и охраняли дунайскую границу. По некоторым сведениям, легион все ещё существовал в эпоху Византийской империи.